# Джимми Волмер
Джеймс «Джимми» Волмер (англ. Jimmy Volmer) (иногда фамилия пишется как Валмер (Valmer) или Вулмер (Vulmer), в ранних эпизодах его звали Джимми Свенсон) — персонаж мультсериала «Южный Парк». Он — одноклассник главных героев и играет заметную роль во многих эпизодах. Джимми озвучивается Треем Паркером.
Джимми, как и Тимми, инвалид с рождения из-за дистрофии мускулов, он носит скобки на зубах и ходит с костылями. В отличие от Тимми, он вполне нормально говорит, правда иногда сильно заикается. Он всегда говорит «Спасибо, вы отличная публика» после каждой своей шутки. Он любит выступать в жанре стенд-ап комедии, с шутками, которые начинаются на «Слышали ли вы, видели ли вы?», в стиле Джея Лено. Он очень одарённый и популярный ученик, высокоморальный и знающий, что такое настоящая дружба. Например, в серии «В погоне за рейтингами» он был одним из ведущих в школьном выпуске новостей и призывал ребят делать честные новости, а не выдумывать их. Однако он нередко сквернословит и в нём сильно развит дух соперничества, вплоть до использования стероидов на Паралимпийских играх. Вдобавок он очень опасен со своими костылями в качестве оружия. Они подружились с Тимми, хотя поначалу жестоко подрались (в эпизоде «Бой калек»). Джимми — единственный, кто понимает бессвязные выкрики Тимми. Они вместе играли во «Властелина Колец» и World of Warcraft, участвовали в банде в эпизоде «Сумасшедшие калеки» и в Паралимпийских играх в «Up the Down Steroid».
Номер дома Джимми — 1331.

## С девочками
Джимми — один из немногих школьников Саут-Парка, расставшихся с девственностью. В эпизоде «День эрекции» он волнуется перед конкурсом школьных талантов из-за постоянных эрекций. После того как Баттерс говорит ему, что после секса эрекции проходят, отправляется в злачный район города, где занимается сексом с проституткой по имени «Полировка». Судя по тому же эпизоду, он весьма популярен среди девочек. Когда Джимми без предупреждения приходит к школьной подружке Шоне и приглашает её на свидание, девочка в восторге соглашается. Также можно заметить дружеское отношение к нему со стороны рыжеволосой Берты. Однако обе девочки, узнав об истинных целях Джимми (избавиться от эрекции, занявшись с ними сексом), с возмущением уходят.
Несмотря на обаяние и ум, Джимми проявляет поразительное невежество в отношениях с девочками. В эпизоде «День эрекции» он просит помощи у Эрика Картмана, чтобы завалить бабу. Кроме того, в эпизоде «Я и моё будущее» он говорит, что пробовал экстази и под ним всю ночь занимался сексом со своей девушкой, но это его очередная шутка в жанре стенд-ап.

## Внешний облик
Джимми носит жёлтый свитер с длинными рукавами и синие джинсы. Под свитером он носит белую рубашку. Он также всегда надевает черные ботинки. Его ноги довольно кривые и выглядят хилыми, из-за его мускульной дистрофии. Его рот сильно перекошен. Носит брекеты на зубах нижней и верхней челюстей. Страдает косоглазием.